# Ghent, Minnesota
Ghent là một thành phố thuộc quận Lyon, tiểu bang Minnesota, Hoa Kỳ. Năm 2010, dân số của thành phố này là 370 người.

## Dân số
- Dân số năm 2000: 315 người.
- Dân số năm 2010: 370 người.